# 見聞錄
《見聞錄》，為明代高僧智旭所著，該書收錄於卍字續藏（全名：大藏新纂卍續藏經）史傳部的第88冊1641部、嘉興藏之第1774部。

## 簡介
《見聞錄》為當時智旭大師與友人所見所聞的記錄，共記載著60則佛門中因果不昧的公案，每則皆以短文的方式紀錄，其內容主要描述諸多因前世或今生造下的各種惡因，而後來遭受什麼樣的惡報，以及過程中發生的神奇事蹟 ; 或者因為虔誠修行學佛，後來獲得了殊勝的果報。另外也記載著因為虔誠修行學佛，雖先世造業但蒙佛指點而化險為夷的事蹟，最著名即為「二十六刀」之公案。

## 著名公案

### 二十六刀
徽州商人程伯鱗，久住揚州，虔誠信奉觀音菩薩，後來清軍攻破了揚州城，程伯鱗祈求觀音菩薩救難，菩薩於他夢中向他提示：「程家17口人，16口得免難但你卻在劫難逃，因爲你前生殺了王麻子二十六刀，今生必須償還，你可以讓你的家人住到東廂房去，你一個人在大堂中等待王麻子，不要連累家中十六口人。」程伯鱗遵照觀音菩薩的指示，五天後，清兵（王麻子）前來敲門，程伯鱗向他詢問：「你是王麻子嗎？如果是的話請來殺我二十六刀，如果不是的話，我們之間沒有恩怨，你不需要就進門了」，王麻子非常驚訝反問：「為什麼知道我的姓名？」，程伯鱗便將觀音菩薩在夢中對他的提示告訴他，王麻子感歎說道：「你前生殺我，今生受報；如今生我又殺你，來生我不是還要還報嗎？」說完便以刀背擊了程伯鱗二十六下而原諒了他，並護送他的家人一起遷到金陵。

## 外部連結
- 見聞錄〈蕅益大師全集〉
- 《見聞錄．現果隨錄》